# Három álom
Az Három álom Ádok Zoltán második önálló albuma, amely 2011. június 10-én jelent meg.

## Dalok
1. Három álom 4:26
2. Légyott 3:54
3. Száz csoda vár 4:13
4. Itt egy szép világ 3:48
5. Megrakják a tüzet 4:03
6. Soha ne hidd 3:06
7. Búcsúdal 3:51
8. Ha te tudnád 2:33
9. Itt egy szép világ 3:48
10. Üdvözöl a Való Világ 2:56